# Beni Melal
Beni Mellal (en árabe: بني ملال‎) es una ciudad de Marruecos, capital de la provincia homónima y de la región de Beni Mellal-Jenifra. Está situada entre el Atlas Medio y la llanura de Tadla, en el centro del país. Su población en 2020 era de 209 563 habitantes.